# Тергіт

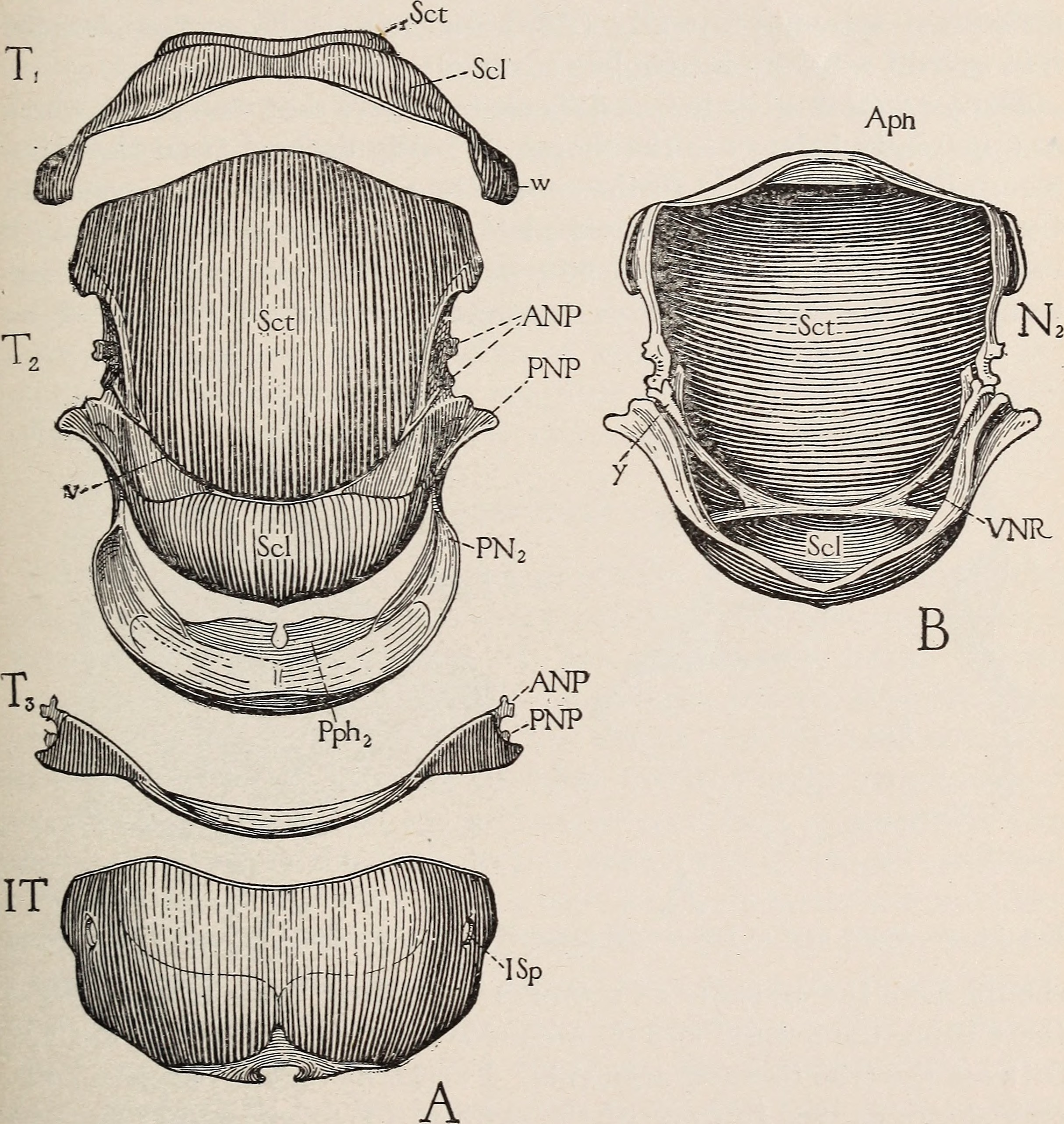
Будова зовнішнього скелету грудей бджоли медоносної. T1, T2, T3 — тергіти грудей; IT — тергіт першого сегмента черевця

Тергіт (лат. tergitis, від tergum — «спина») — спинна склеротизована частина сегментарного кільця членистоногих, на відміну від стернітів, склеротизованих утворів черевної поверхні сегменту, та плейритів, бічних частин.
Ступінь розвитку тергітів і будова їх у різних групах членистоногих різні. Наприклад, тергіти сегментів тіла двопарноногих багатоніжок (Diplopoda) покривають не тільки спинну сторону, але загинаються на бічну і навіть на черевну поверхню, утворюючи майже повне кільце, а тергіти грудних сегментів бабок (Odonata) настільки малі, що практично не помітні між основами крил.

## У комах
Тергіти грудних сегментів крилатих комах утворюють нотум, або спинку. Таким чином, перший тергіт має назву пронотум, або передньоспинка; другий — мезонотум, або середньоспинка; третій — метанотум, задньоспинка.. Пронотум добре виражений у таких комах як жуки, напівтвердокрилі, прямокрилі, богомоли тощо. Натомість у дорослих двокрилих та перетинчастокрилих часто редукований або розділений на два бічних склерити. Мезонотум часто містить такі структури як акротергіт, скутум (щиток) та скутелум. Мезонотум та метанотум відіграють важливу роль в польоті (через них на основи крил передається зусилля від крилових м'язів непрямої дії) і мають досить складну будову.
Кількість тергітів черевних сегментів у комах часто не збігається з кількістю стернітів. Зазвичай 1—3 стерніти редуковані.